# FLIRT (鉄道車両)

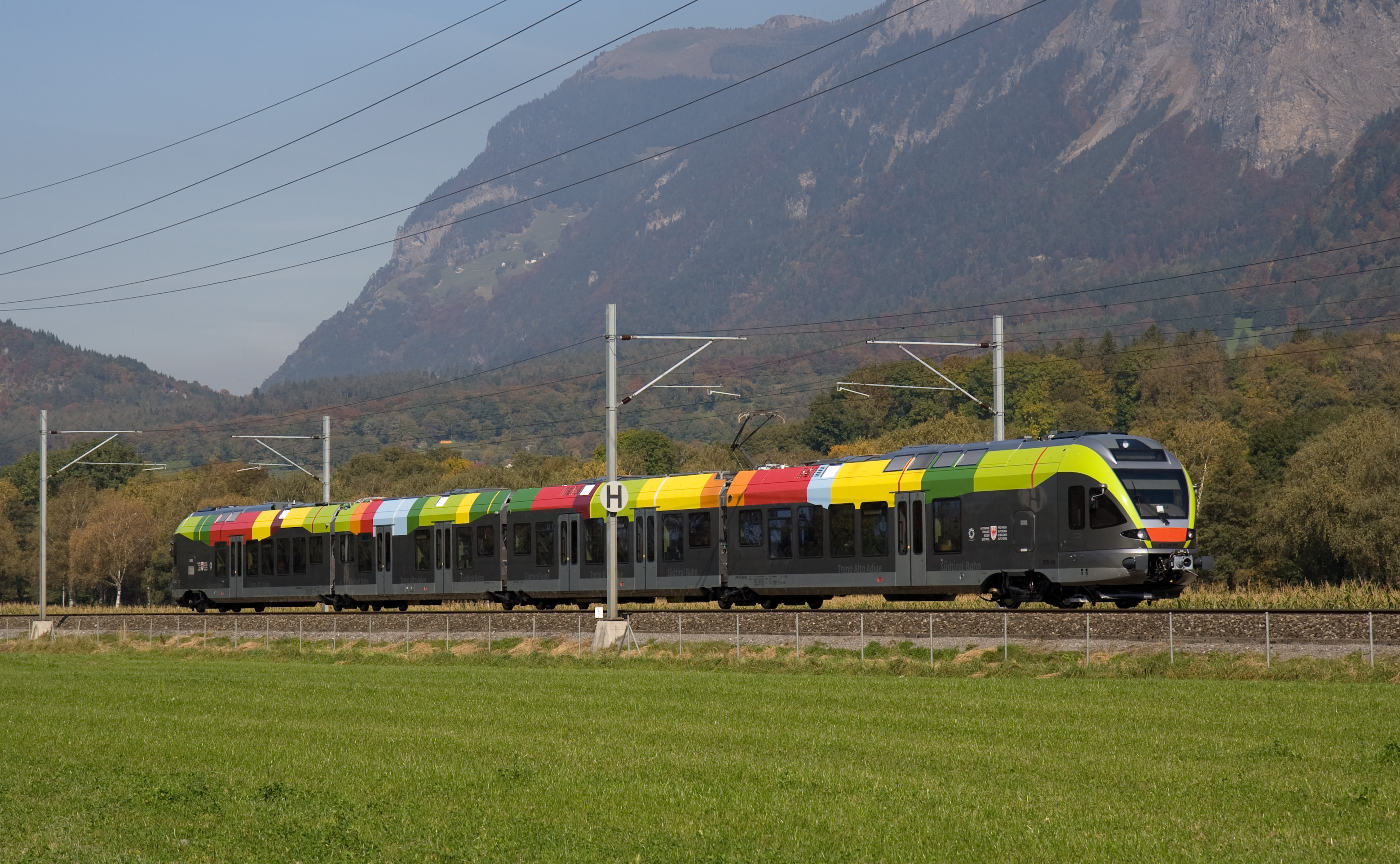
イタリアSTAのETR155形

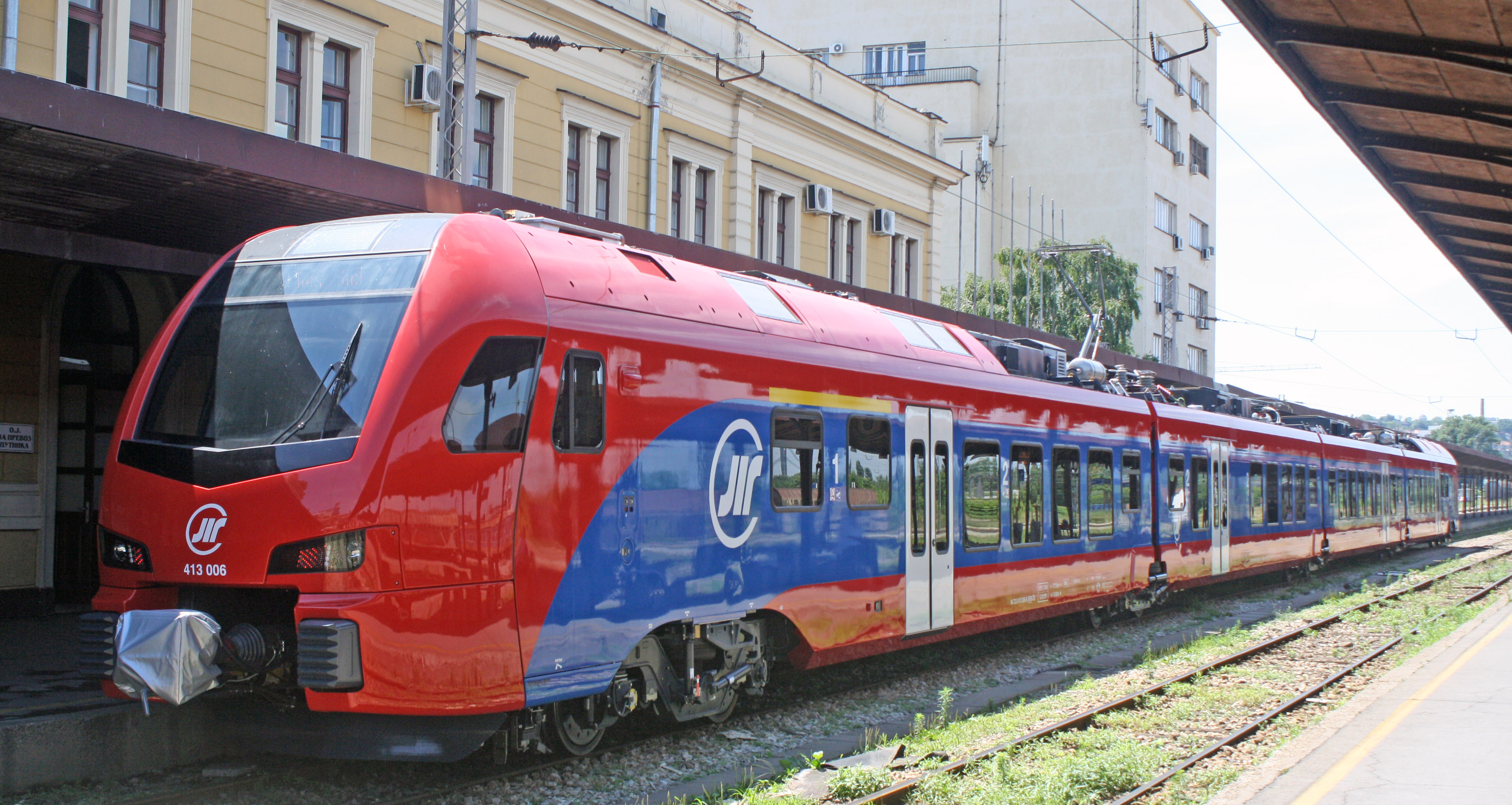
セルビア鉄道413系電車

FLIRT(FLIRT:Flinker Leichter Innovativer Regional-Triebzug）は、スイスのシュタッドラー・レールが製造する部分低床式鉄道車両ブランド。2004年から製造が始まり、2018年までにヨーロッパ・アフリカ・北アメリカに1,694編成が導入されている。

## 概要
1990-2000年代の欧州では、各都市の路面電車に端を発したバリアフリー、超低床化の流れが鉄道車両にも波及していたほか、コスト低減の要請も高まっており、その結果として低床式車体でプラットフォームの概念を採入れた電車および気動車が各鉄道車両メーカーで用意されるようになり、タルボット車両工場のタレントやシーメンスのデジロといったシリーズが大量生産され始めていた。
こうした流れの中、スイスを中心とした鉄道車両メーカーのグループであるシュタッドラーにおいても、1997年以降、走行機器を集中搭載した4輪単車の電気もしくはディーゼル式の動力ユニットに1車体片側1台車で片持ち式の客車数両を組み合わせたモジュラー式構造のGTWシリーズを生産しており、スイスを始め、ドイツ、イタリア、フランス、オーストリア、オランダ、ギリシャ、スロバキア、アメリカなどの各国で採用されていた。
GTWシリーズはその構造上動力ユニット＋3両編成程度の短編成を基本としており、加速力や最高速度の面からもローカル線に導入されることが多かったが、スイス国鉄がバーゼルやルツェルンなどを中心とした都市近郊列車の拡充と旧型車両の代替を目的として本格的に低床式電車をシュタッドラー社から導入することとなり、GTWシリーズより走行性能の向上、輸送力の増強、冗長性の向上などを図ったFLIRT（Flinker Leichter Innovativer Regional-Triebzug：軽量・高速・革新的な近郊用列車の意）が開発された。
FLIRTシリーズは2-6車体の連接式で、両先頭車の編成端側台車を動台車としてその上部床上機器室内および屋根上に走行用機器を搭載しており、客室は動台車上部のみを高床部として、その他を低床分として低床化率を90%以上としている。また、FLIRTシリーズはシュタッドラー社で並行して生産されている他のモジュール構造の車両シリーズであるGTWシリーズやKISSシリーズと同様に、タレントやデジロといったプラットフォームの概念による大量生産を前提とした車両とは異なり、モジュール構造により編成両数、扉数、窓扉配置、車内の配置などをカスタマーの要請に合わせて自由に構成することが可能となっており、少両多品種の生産が可能となっているほか、必要に応じて特別な仕様に対応することも可能となっている。
なお、FLIRTシリーズは車体と機械部分の製造および最終組立を担当するシュタッドラーをはじめとしてスイス国内のメーカーが多く関与しているのが特徴の一つであり、電機品はBBCの流れを汲むABB SchweizやSAASの後身であるABB Sécheronのほか、Selectron SystemsやRuf-Gruppeが担当し、車体および機械部分には同じくFFAやSWPの流れを汲むdesign & technikやLRS-Engineeringなど、伝統的なスイスの車両メーカーの後身を含む多くのスイス企業が関与している。このほか、ドイツのVoith TurboやBode、BBCの流れを汲むオーストリアのtraktionssysteme austria製の機械品、電機品を使用している。

## 仕様

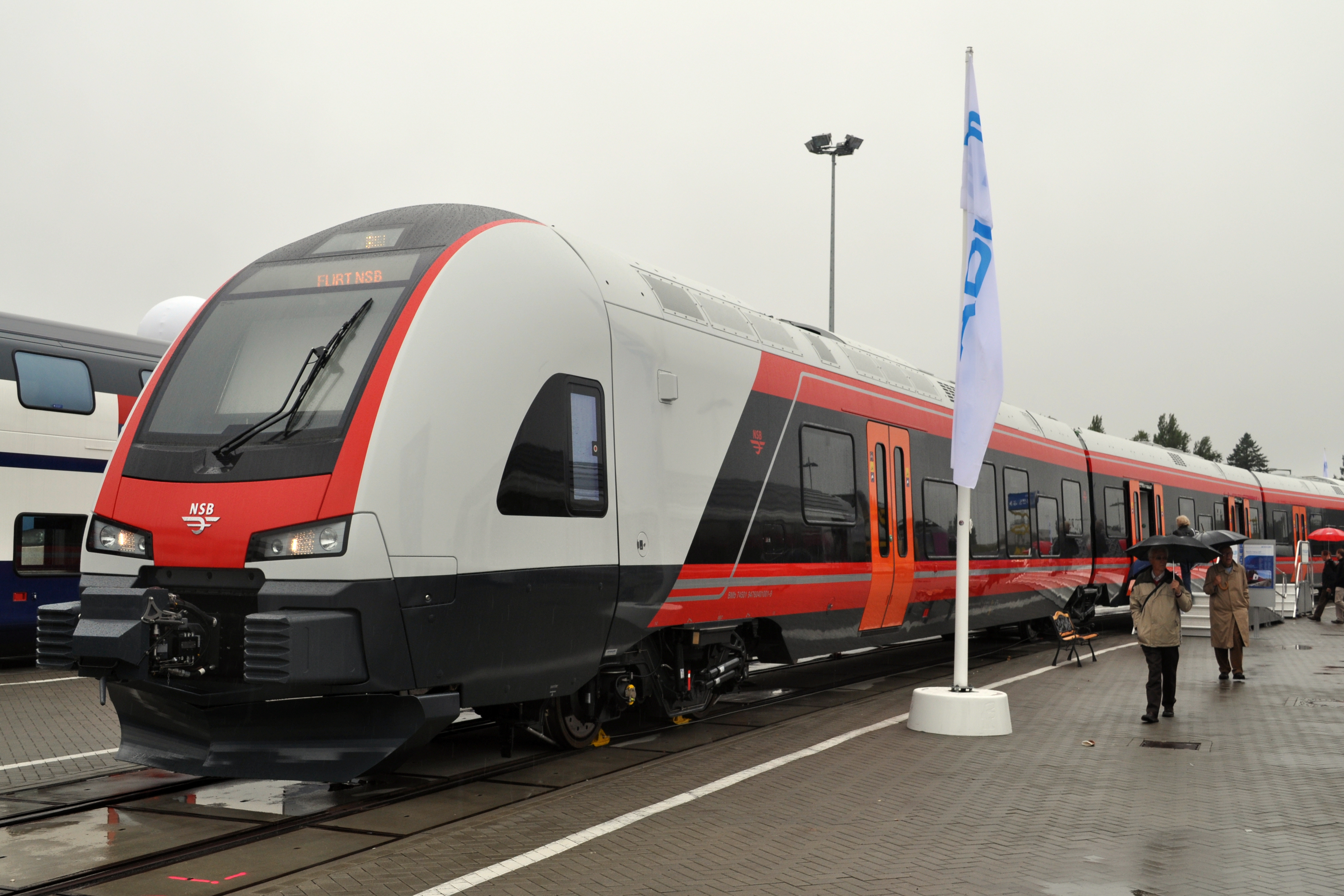
独自仕様の車体で3両の動力車を組み込んだノルウェー国鉄の機体

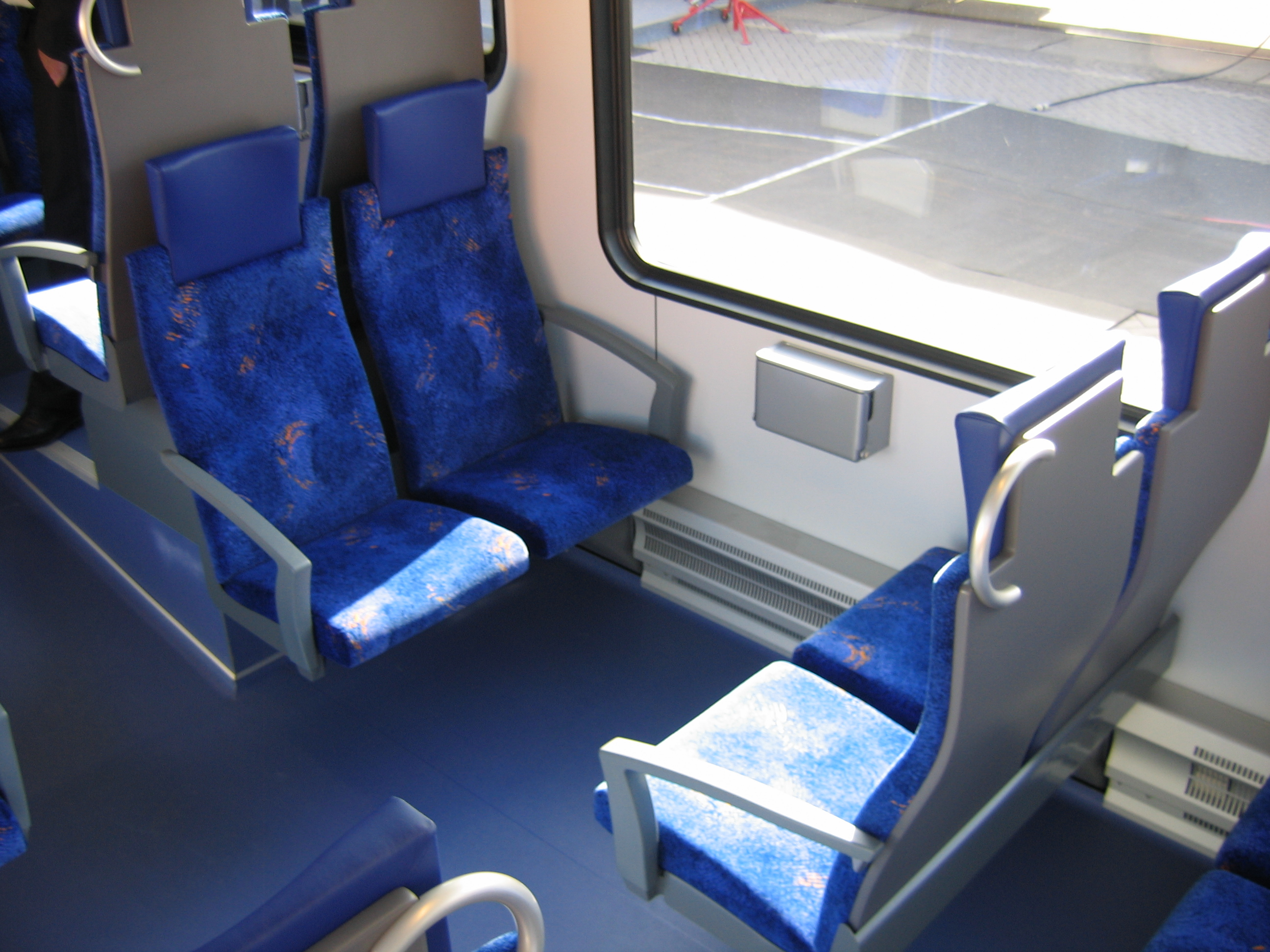
標準の座席を使用した4人掛けのボックスシート

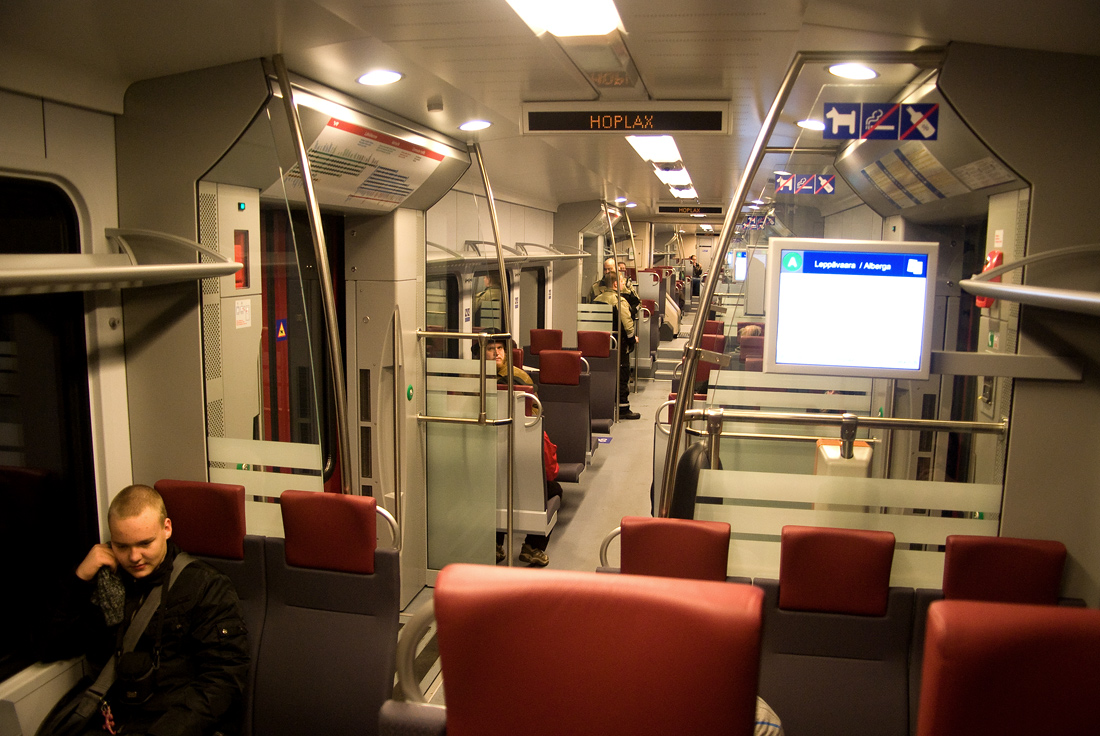
フィンランド国鉄Sm5形の内装、LED式の車内案内表示装置と15インチ液晶ディスプレイが設置される

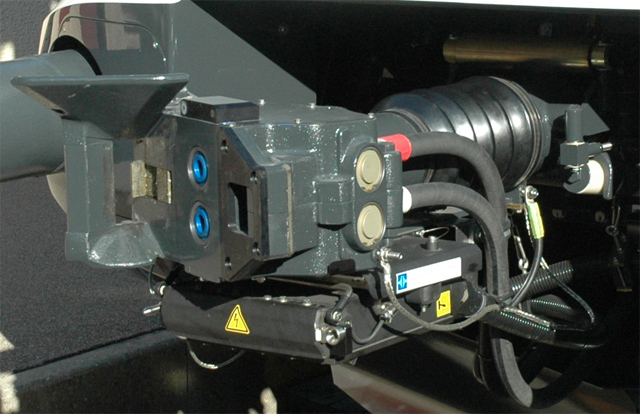
スイス国鉄の機体のFK-15-10自動連結器および補助バッファ

### 車体
- 本機は車軸配置Bo'2'2の2車体3台車もしくはBo'2'2'Boの2車体3台車からBo'2'2'2'2'2'Boの6車体7台車までの連接式の固定編成で、編成両端が動力車、中間車が付随車とする構成を基本としているが、編成出力の確保のために中間にも動力車を挿入して例えばBo'2'2'Bo'+2'2'Bo'の5車体7台車等の変則連接式とすることも可能となっている。車体は先頭車の編成端側の動台車上が床面高さ1120 mmの高床式、その他の部分が低床部で、欧州の標準的なホーム高さ550mmに対応した床面高さ600 mm、出入口部570 mmを標準として、床面高600 - 800 mmのバリエーションがある。また、編成中の連接台車上はスロープを経由して850 mmまで床面が高くなっているほか、動台車上部は機械室となっており、交直両用の機体など機械室が大きい機種は高床部の客室はなく、結果的に100 %低床車となっている。
- なお、FLIRTシリーズは基本的にはモジュール構造の同一形態の車体を採用しており、デザインも共通のものとなっているが、カスタマーの要請次第では独自の車体とすることも可能となっており、現在ではノルウェー国鉄向けの機体のみ地域間列車に使用されることもあり、独自デザインで先頭形状や車体断面も異なる浮床構造の専用車体を採用している。
- 鋼体は基本的にアルミ製で、UIC基準566に準拠した車端耐荷重1500kNに対応しており、運転台部分のみガラス繊維強化プラスチック製、モジュール構造となっている車体の断面は車体側面の上下を内側に絞った8角形で先頭の補助バッファの基部を衝撃吸収構造として衝突時に備えているが、ドイツ国内向けの機体を始め、カスタマーによっては補助バッファを省略している。なお、鋼体や機器室内の設計および運転室のデザインおよび設計はdesign & technikが担当している。
- 先頭部はGTWの流れを引くデザインで、縦方向に曲面で大きく絞り込み、左右側面も前面下部へ向かって内側へ絞った形状であり、前面窓ガラスは大型の1枚曲面ガラスで、その上部にLEDの行先表示器が、下部左右およびキセノンランプの前照灯とLEDの標識灯が、行先表示器上部に前照灯が設置されている。
- 側面は扉数、窓扉配置、側面窓天地寸法などをカスタマーの要請に合わせて自由に設定できるものとなっており、乗降扉はBode製の開口幅1800mm、有効幅1300mmで電機駆動、両開式のスライド式プラグドアを1両あたり片側1もしくは2箇所設置しており、扉下部の床内に引込式のステップを設置している。側面窓は大型の固定式を基本として1両あたり2箇所程度が上部引違式となっており、また、片側一箇所の乗降扉脇の窓内にはLED式の行先表示器が設置されている。また、窓幅は1500mmで上辺を揃えた大形の窓を設置するのが標準であるが、天地寸法は運用線区の状況によって異なり、酷寒地や酷暑地で使用される機体を中心に天地寸法の小さいものも使用されている。なお、側面同様車体幅についても変更が可能なものとなっており、標準では2880mmであるが広軌のフィンランド国鉄向けの機体では3200mmと広幅のものを採用している。
- 客室内の配置もカスタマーの要請に合わせて自由に設定できるものであり、座席配置は2+2列の2人掛け固定式クロスシートをボックス式もしくは片側向きに配置するのが基本であるが、2+3列や1+2列での配置も可能であり座席も1名分ずつの独立した形状のバケットシートで肘掛とヘッドレスト付のものであるが、ヘッドレスト形状など数種類を選択可能である。また、車椅子スペースや自転車およびベビーカー、手荷物積載スペースを設置することも可能であり、折畳式の横向座席が設置することも可能である。トイレを設置する場合には車椅子対応の真空式トイレを設置することとなり、この対面側も折畳式の横向座席となっている。
- 室内の乗降扉部天井には枕木方向にLED式の車内案内表示装置が設置されるほか、扉横にもGPSと連動した列車位置情報など各種案内用の15インチ液晶ディスプレイが設置されている。なお、これらの機器および車内放送装置、対話式の車内非常通報装置、客室天井に設置された室内監視カメラ等はRuf-Gruppe製のVisiWebと呼ばれるシステムによって統合されている。
- 運転室は中央運転台のデスクタイプで、2ハンドル式のマスターコントローラーを設置しており、3面式の計器盤の各計器類は従来タイプの針式のもののほか、車両情報装置用の液晶ディスプレイが設置されており、側面窓には電動式のバックミラーが設置されている。
- 連結器は車体取付式の自動連結器を設置することとしており、FLIRTシリーズおよびGTWシリーズ以外の他の一般車両とは連結することができない。例えばスイス国鉄の機体は圧縮荷重1500kN、牽引荷重1000kN、2本の空気管を同時に接続でき、下部に電気連結器を併設している新型のSchwab[18]製のTyp FK-15-10自動連結器を搭載している。
- 本機は低床部を確保し、動台車の粘着重量を確保するため、主制御器などを両先頭車の運転室後部の動台車上にある機器室内に設置しているほか、両先頭車の主変圧器と開閉器、主電動機や機器類の冷却用送風機のほか、各車のパンタグラフ、各車の母線引通、車体間ダンパ、空調装置などの機器を屋根上に設置しており、両先頭車の先頭部屋根肩部にはルーバーの設置された機器冷却用空気取入口が設置されているほか、全車のその他の箇所には空気取入口と連続する形で屋根上機器カバーが設けられている。

### 走行機器

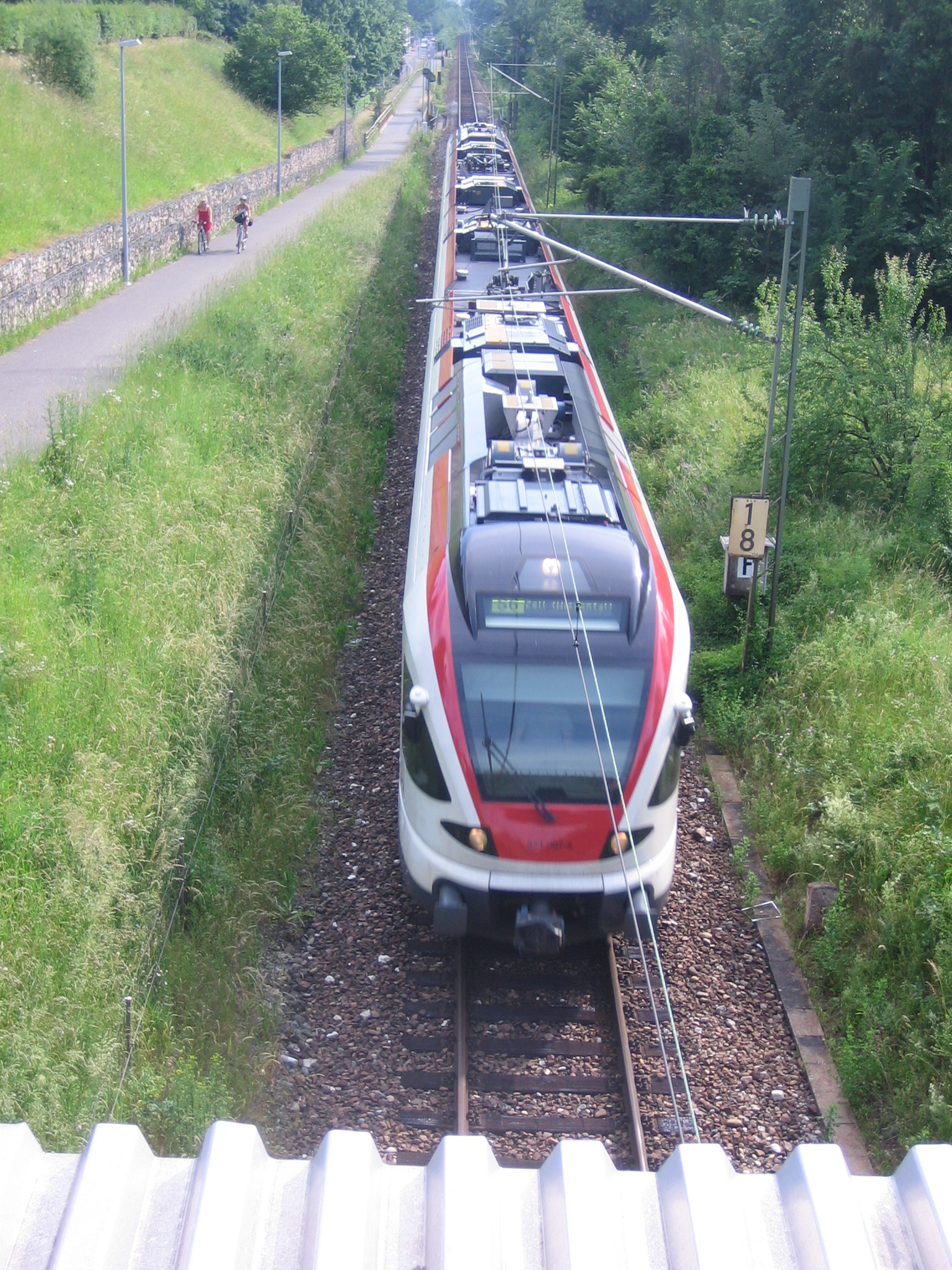
スイス国鉄のABe521形の屋根上、主変圧器が屋根上先端部に設置される

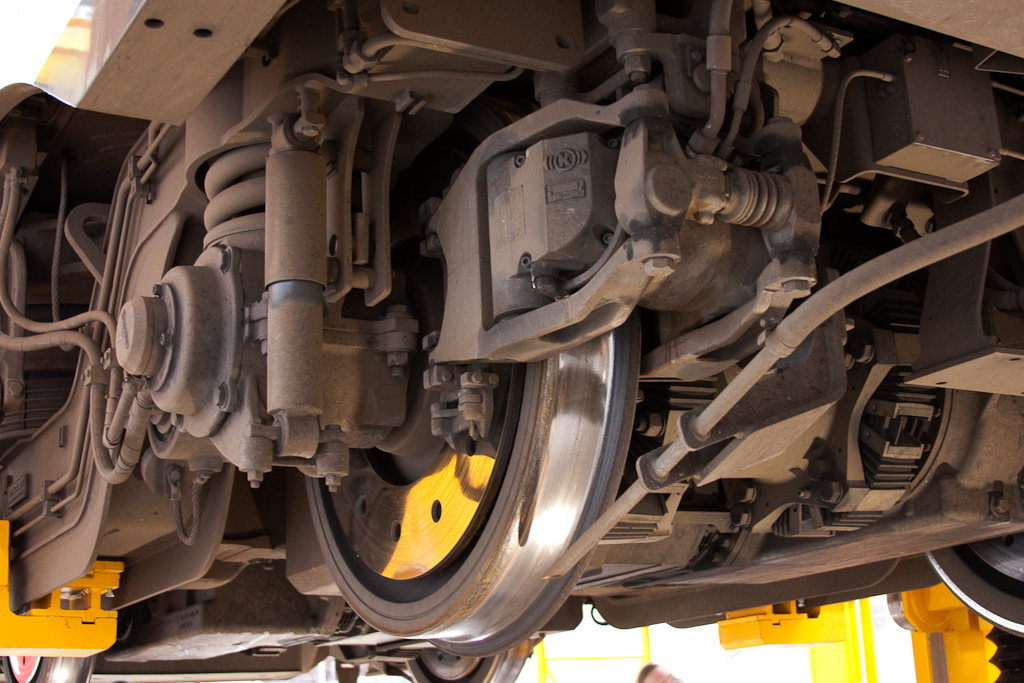
動台車、ディスクブレーキはキャリパー式、車軸中央部がクイル式の駆動装置

- 制御方式は主変換装置にIGBTを使用したコンバータ・インバータ式で、欧州の標準的な電気方式であるAC15kV16 2/3Hz、AC25kV 50Hz、DC3kV、DC1.5kVのいずれかもしくはその組み合わせに対応可能となっている。主変換装置は1台で1台の主電動機を駆動するほか、補助電源装置まで一体化したものとなっており、主変圧器は両先頭車のそれぞれ屋根上に一体化されて1基ずつ設置されている。
- 主変圧器はABB Sécheron製の小型のアルミ筐体のもので出力は主変換装置用の384Vと暖房用出力となっている。
- 主変換装置はGTWシリーズにも採用されているABB-Schweiz製で制御ユニットにAC 800PECを使用したBORDLINEシリーズで交流用のCC 750 ACもしくは直流用のCC 750 DC、交直両用のCC 750 MSのいずれも一体化された室内搭載タイプで、これを両先頭車の動台車上の機器室内に2基ずつ搭載している。入力は主変圧器からの380V×2でこれを走行用に三相AC0-500V、0-172Hzに変換して最大690kWを出力するほか、補機駆動用の三相AC400V50Hz-70kVAおよびDC36V-8kWを出力し、IGBT素子の冷却は水冷式で、冷却水冷却気は屋根上に設置した送風機から導入する。
- 車両情報装置としてSelectron Systems製のMAS-Tを搭載している。この装置は力行、ブレーキ指令や空転制御やブレーキ力調整などの制御伝送にも対応しているほか、乗降扉、空調装置、モニタ装置、各種表示装置の制御が可能であり、主な伝送に2系統のCANopenを使用しているほか、イーサネット、RS-232等でも各機器とのデータ伝送が可能であり、他のFLIRTシリーズおよびGTWシリーズの第3、第4世代の機体と4編成までの重連総括制御が可能である。
- ブレーキ装置は電気ブレーキとして主変換装置による回生ブレーキを主として、2系統の空気ブレーキおよびAおよびBの後位側の従台車に渦電流式レールブレーキを装備するほか、オプションとして直流区間用の機体などに主変換装置のブレーキチョッパ回路を利用した定格出力1基当たり600kW、編成2400kWの発電ブレーキを併用することが可能となっている。
- 主電動機はtraktionssysteme austria製のTyp TMF 59-39-4かご形三相誘導電動機 を4台搭載し、連続定格出力2000kW、起動-47km/h牽引力200kN、最高速度160km/hの性能を発揮する。冷却は屋根上に設置された送風機による強制通風式である。駆動装置は2段減速式のVoith Turbo製のSZH-595で、動力は駆動装置出力軸と動軸に設置された中空軸間および、中空軸と動軸間でクイルと積層ゴムブロックを使用した継手で変位を吸収するクイル式駆動方式の一種で動輪へ伝達される。
- 台車はLRS-Engineeringの設計でシュタッドラー製の低床式台車で、動台車は車輪径860mm、従台車は750mm[19]のボルスタレス式台車で、いずれも軸距2700mmで枕ばねは空気ばね、軸ばねはコイルばねで軸箱支持方式は軸梁式となっており、連接式の従台車は片側車体に2基ずつ計4基の空気ばねを持つものである。基礎ブレーキ装置いずれもはディスクブレーキで、車輪にブレーキディスクを組み込んだキャリパーブレーキ方式のものを装備するほか、従台車の一部は台車中央のレール面上に渦電流式レールブレーキを装備する。
- そのほか、主開閉器は真空式で接地装置と統合されたTyp RM531を、パンタグラフはカスタマーの要望に合わせた各種のシングルアーム式を搭載するほか、容量600l/minの電動空気圧縮機2基、機器冷却用送風機、空調装置、DC36Vの蓄電池などを搭載する。

### Flirt3の仕様変化
シュタドラー・レールはFlirtの新たな製品を開発して、2013年に供給を開始した。目立った変化はDIN EN 15227の列車衝突に関する規定から由来する先頭部である。その変形部分は列車衝突の場合、機関士に避難空間確保に対して保証するべきである。先頭部では排障器と同じ様に緩衝器付き中間連結器も列車衝突の時にエネルギー吸収に関して最適である。Flirt3では運転室の出入り口が備えている。
台車の仕様も1世代車両の台車より違って、車輪の直径は大きくなって、軸距（Achsstand）は短くなった。トンネル内部火災の場合、Flirt3は5 kmまで走行できるように設定された。電気機器および制御機器も最新化されて、ブレーキ制御装置が再設計され車両の停車する時に作動されるエネルギー節約モードが提供されている。